# سارا چرچیل، دوشس مارلبرو
سارا چرچیل، دوشس مارلبرو (انگلیسی: Sarah Churchill, Duchess of Marlborough؛ زاده ۵ ژوئن ۱۶۶۰ – درگذشته ۱۸ اکتبر ۱۷۴۴) یک بانوی درباری اهل بریتانیا بود.